# Big Mat-Auber 93/Saison 2011
Dieser Artikel listet Erfolge und Mannschaft des Radsportteams Big Mat-Auber 93 in der Saison 2011 auf.

## Erfolge in der UCI Europe Tour
In der Saison 2011 gelangen dem Team nachstehende Erfolge in der UCI Europe Tour.
| Datum       | Rennen                               | Kat. | Fahrer          |
| ----------- | ------------------------------------ | ---- | --------------- |
| 23. März    | 4. Etappe Tour de Normandie          | 2.2  | Fabien Bacquet  |
| 25. März    | 6. Etappe Tour de Normandie          | 2.2  | Fabien Bacquet  |
| 29. April   | 5. Etappe Tour de Bretagne           | 2.2  | Maxime Méderel  |
| 12. Mai     | 1. Etappe Rhône-Alpes Isère Tour     | 2.2  | Sylvain Georges |
| 14. Mai     | 3. Etappe Rhône-Alpes Isère Tour     | 2.2  | Sylvain Georges |
| 12.–15. Mai | Gesamtwertung Rhône-Alpes Isère Tour | 2.2  | Sylvain Georges |
| 28. Mai     | Grand Prix de Plumelec-Morbihan      | 1.1  | Sylvain Georges |

## Zugänge – Abgänge
| Zugänge             | Team 2010                    | Abgänge           | Team 2011        |
| ------------------- | ---------------------------- | ----------------- | ---------------- |
| Nicolas Rousseau    | AG2R La Mondiale             | Romain Lemarchand | AG2R La Mondiale |
| Mathieu Drujon      | Caisse d’Epargne             | Julien Mazet      | GSC Blagnac      |
| Arnaud Molmy        | Roubaix Lille Métropole      | Niels Brouzes     | VC Rouen 76      |
| Nicolas Bazin       | CC Villeneuve-Saint Germaine | Florian Morizot   | Karriereende     |
| Sylvain Georges     | Creusot Cyclisme             | Nadir Haddou      | Unbekannt        |
| Romain Bacon        | Neoprofi                     |                   |                  |
| Flavien Dassonville | Neoprofi                     |                   |                  |
| Ronan Racault       | Neoprofi                     |                   |                  |

## Mannschaft
| Name                | Geburtstag         | Nationalität |              |
| ------------------- | ------------------ | ------------ | ------------ |
| Romain Bacon        | 8. März 1990       | Frankreich   |              |
| Fabien Bacquet      | 28. Februar 1986   | Frankreich   |              |
| Nicolas Bazin       | 9. Juni 1983       | Frankreich   |              |
| Flavien Dassonville | 16. Februar 1991   | Frankreich   |              |
| Mathieu Drujon      | 1. Februar 1983    | Frankreich   |              |
| Guillaume Faucon    | 13. Dezember 1986  | Frankreich   |              |
| Sylvain Georges     | 1. Mai 1984        | Frankreich   |              |
| Dimitri Le Boulch   | 20. Februar 1989   | Frankreich   |              |
| Maxime Méderel      | 19. September 1980 | Frankreich   |              |
| Arnaud Molmy        | 7. August 1988     | Frankreich   |              |
| Johan Mombaerts     | 6. Oktober 1984    | Frankreich   |              |
| Ronan Racault       | 2. November 1988   | Frankreich   |              |
| Nicolas Rousseau    | 16. März 1983      | Frankreich   |              |
| Jonathan Thiré      | 19. April 1986     | Frankreich   |              |
| Stagiaires          | Stagiaires         | Nationalität | Nationalität |
| Alliaume Leblond    | Alliaume Leblond   | Frankreich   |              |
| Théo Vimpère        | Théo Vimpère       | Frankreich   |              |

## Platzierungen in UCI-Ranglisten
UCI Europe Tour 2011
|       | Fahrer            | Punkte |
| ----- | ----------------- | ------ |
| 40.   | Sylvain Georges   | 211    |
| 81.   | Mathieu Drujon    | 146    |
| 153.  | Maxime Méderel    | 97     |
| 188.  | Fabien Bacquet    | 83     |
| 714.  | Johan Mombaerts   | 15     |
| 752.  | Ronan Racault     | 12     |
| 805.  | Arnaud Molmy      | 11     |
| 820.  | Nicolas Bazin     | 10     |
| 1121. | Jonathan Thiré    | 4      |
| 1212. | Dimitri Le Boulch | 2      |